# Antonio Batres Jáuregui
Antonio Batres Jáuregui (Ciudad de Guatemala, 11 de septiembre de 1847 - Ciudad de Guatemala, 12 de abril de 1929) fue un diplomático, ministro, historiador, ensayista, cuentista, orador y filólogo de Guatemala. A pesar de servir con gran eficacia en los asuntos de relaciones exteriores de los gobiernos liberales de Justo Rufino Barrios, José María Reina Barrios y Manuel Estrada Cabrera —un período de cuarenta años— era miembro del partido conservador de guatemalteco, siendo secretario de su máxima entidad, la Sociedad Económica de Guatemala.

## Biografía
Hijo de Cayetano Batres Díaz del Castillo y Beatriz Jáuregui, desde niño recibió una educación esmerada y clásica, habiendo estudiado latín, filosofía y matemáticas en la Escuela Pública del Convento de Belén y luego en el colegio «San Buenaventura».  La Pontificia Universidad de San Carlos Borromeo de Guatemala le confirió los grados de Bachiller en Filosofía el 19 de mayo de 1862, de Bachiller en Derecho Civil el 21 de agosto de 1865. En 1867 fue condiscípulo de Marco Aurelio Soto, Ramón Rosa y Ricardo Casanova y Estrada en las clases particulares de Literatura que impartía el escritor guatemalteco José Milla y Vidaurre.
Cuando recibió el título de Abogado el 15 de noviembre de 1869 había obtenido sobresaliente en veintidós de sus exámenes de fin de curso, razón por la que sus profesores -entre quienes estuvo el renombrado abogado y escritor guatemalteco José Milla y Vidaurre- lo distinguieron designándolo para actos públicos, en representación de las asignaturas de derecho político y literatura española y americana. Tras terminar sus estudios, en 1870 realizó un viaje por los Estados Unidos de América y Europa y en el que perfeccionó sus conocimientos del inglés y francés; en 1871 Batres Jáuregui estaba de vuelta en Guatemala, y luego de la revolución liberal de junio de 1871 abrió su oficina junto a la dirección del periódico El Centroamericano, que editaba el intelectual hondureño Ramón Rosa, y a quien frecuentaba, además de otras gentes de letras.
El nuevo gobierno liberal lo nombró como agregado de la embajada de la Legación de Guatemala en Washington D. C.  y luego contrajo matrimonio con Tereza Arzú Saborío el 12 de septiembre de 1877, con quien tuvo cinco hijos.

### Carrera política y diplomática

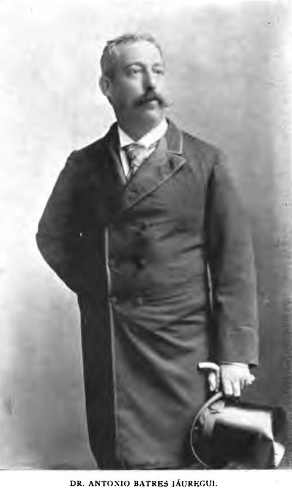
Dr. Batres Jáuregui en 1896. Fotografía publicada en su obra Memorias de Antaño.

En 1878 dio las primeras muestras de su talento diplomático cuando se desató un conflicto entre Nicaragua y Alemania y el general Justo Rufino Barrios -entonces Presidente de Guatemala- lo envió a Nicaragua como secretario de una legación guatemalteca; cuando Batres Jáuregui llegó a Corinto ya varios buques de guerra alemanes amenazaban la ciudad. El jefe de la legación guatemalteco lo facultó para conferenciar en Corinto con el ministro alemán von Bergen y tras su conversación se saldó amigablemente el asunto; del gobierno nicaragüense recibió una felicitación muy expresiva y del gobierno alemán una condecoración de la Corona Real de Prusia.
En 1882 fue nombrado como Ministro de Relaciones Exteriores y en 1883 como embajador de Guatemala, El Salvador, Honduras, y Nicaragua en los Estados Unidos, cargo que desempeñó hasta el 2 de abril de 1885, fecha en que murió el general Justo Rufino Barrios en la Batalla de Chalchuapa. Entre 1886 y 1889 desempeñó las carteras de Relaciones Exteriores y Gobernación para el gobierno del general Manuel Lisandro Barillas Bercián y en 1889 regresó a los Estados Unidos como embajador de Guatemala.

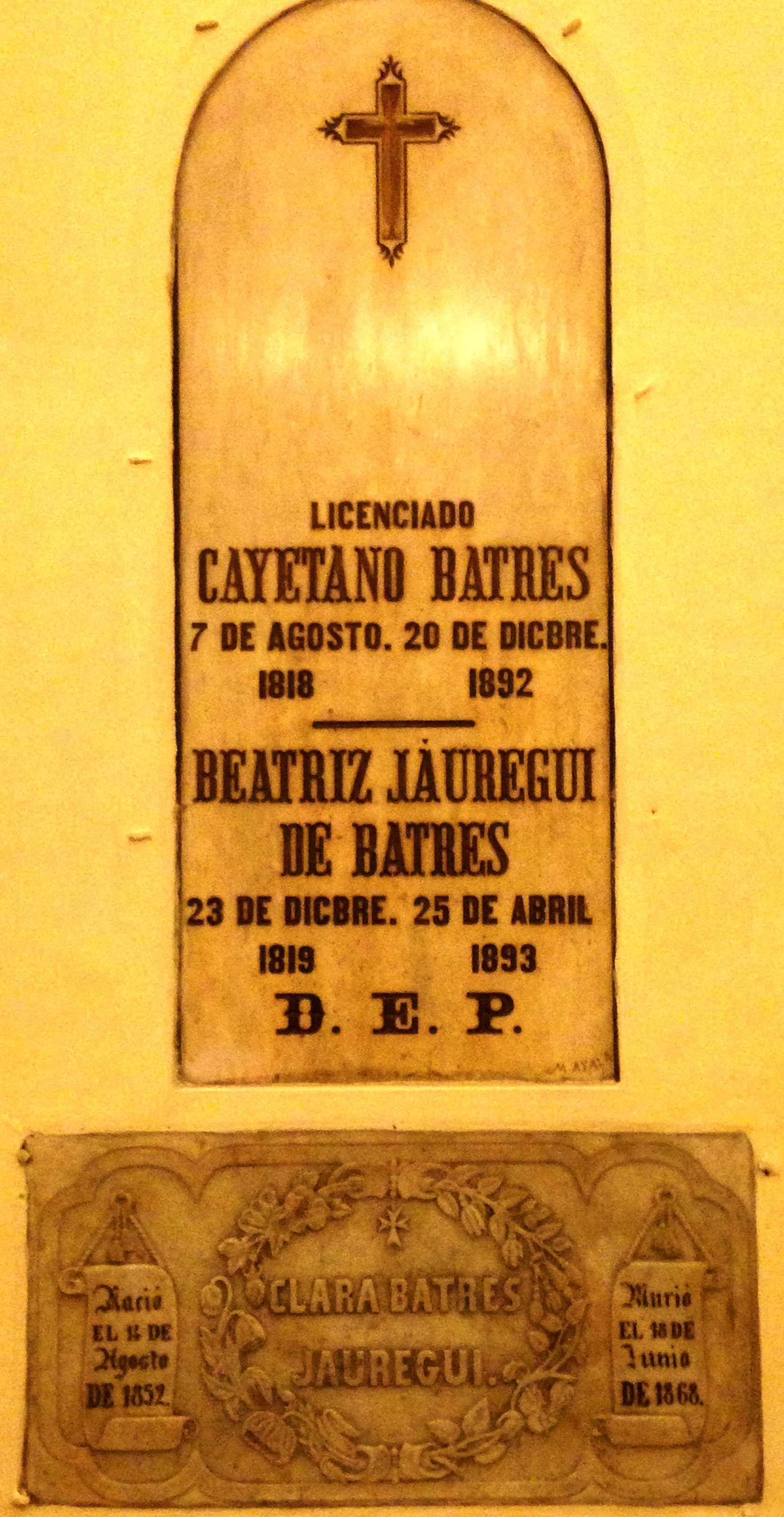
Tumba de la familia Batres Jáuregui en el Templo de Santo Domingo de la Ciudad de Guatemala. Diciembre de 2015.

El 20 de diciembre de 1892 falleció su padre, Cayetano Batres, y a los pocos meses falleció su madre, Beatriz Jáuregui, quienes fueron sepultados en una columna del templo de Iglesia de Santo Domingo, honor reservado para los miembros del partido conservador en Guatemala.
A principios de 1897 Batres Jáuregui era diputado en la Asamblea Nacional Legislativa, y Guatemala estaba en una crisis económica sin precedentes derivada de la drástica caída de los precios del café y de la plata. Y también hubo artículos que dudaban de la capacidad del gobierno para sacar adelante la Exposición Centroamericana, que estaba planificada para ese año, y las elecciones presidenciales al mismo tiempo; las elecciones eran tema importante en ese momento, porque ya se había reportado que existía una moción para reformar la Constitución con la intención de eliminar la prohibición de la reelección, pero que no había procedido en 1896 porque no se reunieron los diez parlamentarios requeridos para iniciar el trámite; sin embargo, en febrero de 1897 ya se había reunido ese número de legisladores.
A finales de marzo se publicaron fuertes editoriales contra el gobierno en el periódico opositor La República indicando que no se había concluido la línea del Ferrocarril del Norte y que para ello se necesitan casi doce millones de pesos guatemaltecos y que si se suspendían dichos trabajos, el costo del mantenimiento de lo ya construido costaría cerca de cuatro millones y medio de pesos guatemaltecos. En mayo era mayor el rechazo a la medida de reelección del presidente, la cual se calificó de atentado contra la Constitución y se rechazó emitir publicaciones en las que se favoreciera la misma. Por decreto de 24 de abril de 1897, la Asamblea Nacional Legislativa prorrogó sus sesiones por el tiempo que fuera necesario; entre los decretos que se emitieron entonces estuvo el N.°461, por medio del cual se disolvió el Poder Judicial y se nombró presidente de la Corte Suprema de Justicia al licenciado Batres Jáuregui.
El 31 de mayo de 1897 fue disuelta la Asamblea Legislativa; la publicación La Ilustración Guatemalteca describe este hecho así:  «Fundándose en las circunstancias que siguen, el Ejecutivo asumió los Poderes de la República. Se pretendió romper por la Asamblea los lazos de la buena armonía entre los Poderes de la Nación, y se llegó hasta el punto de dictar leyes anticonstitucionales y, por lo mismo, inconvenientes y aún contradictorias.  La minoría fue reduciéndose, cada vez más, hasta el número de nueve diputados que no podían ni reunirse en junta el 31 de mayo último, quedando así disuelta, de hecho, la augusta Representación Nacional.» Luego de disolver a la Asamblea, convocó a una nueva Asamblea Constituyente en agosto de 1897, la cual prorrogó su mandato por otros cuatro años de acuerdo al decreto emitido en agosto de 1897.  Entre los diputados constituyentes que votaron a favor de la prórroga del mandato de Reina Barrios estuvieron el licenciado Antonio Batres Jáuregui y el señor Carlos Herrera y Luna -quien en 1920 sería designado Presidente de Guatemala. Antonio Batres Jáuregui fue nombrado ministro de Relaciones Exteriores en el nuevo gabinete que se formó.
Pero el descontento continuó; el propio Próspero Morales dirigió la fallida Revolución quetzalteca en 1897 y José León Castillo la revolución de oriente, que también fracasó en ese mismo año.  Finalmente, Reina Barrios fue asesinado por Edgar Zollinger el 8 de febrero de 1898, y cuando Batres Jáuregui y el resto del gabinete estaba reunido para determinar quien sería el sustituto del presidente, apareció el licenciado Manuel Estrada Cabrera, indicando que él era el primer designado a la presidencia y que por lo mismo esta le correspondía.  Batres Jáuregui y el resto de ministros le entregaron el poder, el cual mantendría hasta el 14 de abril de 1920.
| Fecha         | Descripción |
| ------------- | --- |
| Antes de 1879 | Juez de Comercio de la Ciudad de Guatemala |
| Antes de 1879 | Alcalde 2.º. de la municipalidad de la Ciudad de Guatemala |
| Antes de 1879 | Fiscal de una Sala de Justicia |
| Antes de 1879 | Presidente de una de las Salas de la Corte de Apelaciones |
| 1878-1879     | - Diputado a varias Asambleas Legislativas y a la Asamblea Nacional Constituyente de 1879. - Presidente del Poder Legislativo. - Consejero de Estado, Magistrado en el Tribunal de La Haya. |
| 1878          | Mediador en nombre de Guatemala en la cuestión que se suscitara entre la República de Nicaragua y el Imperio Alemán. |
| 1882-1883     | Secretario de Estado y de los despachos de Relaciones Exteriores de Guatemala |
| 1886          | Secretario de Estado y de los despachos de Relaciones Exteriores y de Gobernación y Justicia |
| 1897-1898     | Secretario de Estado en el despacho de Relaciones Exteriores |
| 1898          | Presidente de la Corte Suprema de Justicia |
| 1898          | Presidente de la Delegación de Guatemala cuando se celebraron en Washington los tratados de Paz. |
| 1907          | Delegado de Guatemala ante la Tercera Conferencia Internacional Americana y del memorable Congreso Internacional Americano para tratar de la codificación del Derecho Internacional en 1907. Publicó un extenso reporte, el cual fue publicado íntegramente en varias partes en diferentes ediciones del diario oficial de entonces, El Guatemalteco. |
| 1920          | Tras la caída del presidente Manuel Estrada Cabrera, fue subrogado del puesto de presidente del Poder Judicial, por Federico Castañeda Godoy. |
| 1927          | Diputado a la Asamblea Constituyente |

### Otras actividades
Batres Jáuregui laboró en el sistema legal guatemalteco, en donde tuvo diferentes cargos: fue encargado de la abogacía de pobres, del juzgado mercantil, de la magistratura en la Sala Primera de la Corte de Apelaciones y de la Fiscalía de la misma sala.  También fue presidente del Organismo Judicial de Guatemala en varias ocasiones y miembro de la Asamblea Legislativa, en la que llegó a ser vicepresidente en algunas oportunidades.
Antonio Batres Jáuregui fue catedrático de Filosofía del Derecho, Literatura, Derecho Internacional y Economía Política, en la Facultad de Derecho y Notariado del Centro de la Universidad Nacional de Guatemala.  Como literato colaboró en los periódicos en Guatemala, y revistas extranjeras y como docente elaboró importantes trabajos didácticos encaminados a mejorar el lenguaje de los guatemaltecos:  Vicios de nuestro lenguaje y Provincialismos de Guatemala. Fue miembro fundador de la Academia Guatemalteca de la Lengua en 1888 y de la Sociedad de Geografía e Historia de Guatemala en 1923.

## Información adicional
Su hija Margarita (también conocida  como Margot) se casó con el poeta y diplomático peruano José Santos Chocano en 1909, cuando éste fungía como cónsul general de su país ante los gobiernos de Centroamérica y Colombia.

## Obras publicadas
- Batres Jáuregui, Antonio (1879). Literatura Americana: colección de artículos. Guatemala: El Progreso.
- — (1892). Vicios del Lenguaje y Provincialismos de Guatemala. Guatemala: Tipografía Nacional.
- El Castellano en América
- Estudios Históricos y Literarios
- — (1893). Cristóbal Colón y el Nuevo Mundo. Guatemala: Tipografía Nacional.. Obra por la que ganó el premio en el certamen abierto por el gobierno de la república de Guatemala, para celebrar el 12 de octubre de 1892, cuarto centenario del descubrimiento de América.[19]
- — (1894). Fábulas del dr. d. Rafael García Goyena: precedidas de la biografía del autor y de un juicio crítico de sus obras. Madrid: Librería de la vida de Hernando y Cía.
- — (1896). Memorias de Antaño. San Francisco, CA: Pacific Press Publishing Company.
- — (1893). Los Indios, su Historia y su Civilización. Guatemala: La Unión.
- — (1896). Literatos guatemaltecos: Landívar e Irisarri, con un discurso preliminar sobre el desenvolvimiento de las ciencias y las letras en Guatemala. Guatemala: Tipografía Nacional.
- — (1910). José Batres Montúfar: su tiempo y sus obras, 1809-1909. Guatemala: Tipografía Sánchez & de Guise.
- Memorias y Notas
- — (1915). La América Central ante la Historia 1. Guatemala: Marroquín Hermanos. «Tres volúmenes».
- Appleton's guide to Mexico, including a chapter on Guatemala, and a complete English-Spanish vocabulary (en inglés): escrito por Alfred R. Conkling, quien al final del capítulo sobre Guatemala, agradece al entonces embajador de Guatemala en los Estados Unidos, licenciado Batres Jáuregui por los datos proporcionados para escribir dicho capítulo.[20]

## Sociedades científicas y literarias

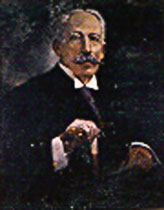
Licenciado Batres Jáuregui hacia el final de su vida.

Batres Jáuregui, por sus altas dotes intelectuales y académicas y su larga trayectoria diplomática, perteneció a numerosas sociedades científicas y literarias:
| Entidad                                                  | Afiliación                    | País           |
| -------------------------------------------------------- | ----------------------------- | -------------- |
| Escuela Facultativa de Derecho y Notariado de Guatemala  | Individuo                     | Guatemala      |
| Instituto Arqueológico y Geográfico Pernambucano         | Individuo                     | Brasil         |
| Sociedad de Geografía de los Estados Unidos              | Individuo                     | Estados Unidos |
| Universidad Hispanoamericana de Nueva York               | Individuo                     | Estados Unidos |
| Sociedad de Derecho Comparado de Francía                 | Individuo                     | Francia        |
| Sociedad Literaria Hispanoamericana de Nueva York        | Individuo                     | Estados Unidos |
| Instituto Smithsoniano                                   | Individuo                     | Estados Unidos |
| Unión Iberoamericana                                     | Individuo                     |                |
| Academia Guatemalteca de la Lengua                       | Presidente                    | Guatemala      |
| Sociedad de Geografía e Historia de Guatemala            | Miembro fundador y presidente | Guatemala      |
| Colegio de Abogados de Brasil                            | Miembro honorario             | Brasil         |
| Gran Asociación Suiza                                    | Miembro honorario             | Suiza          |
| Prensa Internacional de Ginebra                          | Miembro honorario             | Suiza          |
| Facultad de Filosofía y Letras de Chile                  | Miembro                       | Chile          |
| Ateneo de México                                         | Miembro                       | México         |
| Sociedad de Derecho Internacional de Londres             | Miembro                       | Inglaterra     |
| Instituto Americano de Derecho Internacional             | Miembro                       |                |
| Real Academia Española                                   | Correspondiente               | España         |
| Real Academia Matritense de Jurisprudencia y Legislación | Correspondiente               | España         |
| Sociedad de Historia Diplomática de París                | Correspondiente               | Francia        |
| Sociedad de Abogados de Ginebra                          | Correspondiente               | Suiza          |
| Asociación de Abogados de Lisboa                         | Correspondiente               | Portugal       |
| Sociedad Internacional de Intelectuales de Roma          | Socio honorario               | Italia         |

## Distinciones
Fue condecorado por los gobiernos de Ecuador, Chile, Perú, Venezuela, Prusia y Francia.  Por varios años fue miembro de la Junta Directiva de la Facultad de Derecho y Notariado del Centro de la Universidad Nacional de Guatemala. Viajó por todo el continente generando ideas americanistas, habiendo fundado varios periódicos en Colombia, Ecuador, Perú, Argentina y Chile; en esta último país se le distinguió enviándosele como representante a Inglaterra.

## Muerte
Falleció en la ciudad de Guatemala el viernes 12 de abril de 1929: al momento de su muerte era el decano de los abogados de Guatemala.